# Joaquín Galarza
Pour les articles homonymes, voir Galarza.
Joaquín Galarza, né le 2 octobre 1928 à San Luis Potosí (Mexique) et mort le 31 juillet 2004 à Paris 13e, était un anthropologue renommé, Directeur de recherche honoraire au CNRS, spécialiste des codex mésoaméricains.

## Parcours
Ingénieur chimiste et bibliothécaire de formation, Joaquín Galarza a entrepris toutes ses études supérieures à Mexico. En 1954, il devient bibliothécaire à la Bibliothèque nationale de Paris qui regroupe la deuxième collection la plus importante de manuscrits mexicains. Par la suite, il soutient une thèse d’État intitulée : Analyse de manuscrits pictographiques mexicains, notamment le codex de zempoala à l’École des hautes études en sciences sociales en 1977, sous la direction de Jacques Soustelle. 
Connu et reconnu grâce à sa méthode de déchiffrement des manuscrits, il effectua de nombreux voyages à l'étranger pour apporter son savoir et ses connaissances. Il étudia notamment la collection Henri de Saussure à Genève qui regroupe les copies des manuscrits pictographiques exécutées par le naturaliste. À l’université de Bologne, il rencontrera Umberto Eco qui l’invita à plusieurs reprises à donner des cours sur l’épigraphie mésoaméricaine. 
Durant trente années, Joaquín Galarza a consacré tout son temps à chercher la clé qui permettrait de déchiffrer l'écriture aztèque.

## Écriture aztèque
Joaquín Galarza est un pionnier dans l'interprétation de l'écriture aztèque. Il a acquis la certitude que les codex ne sont pas
simplement un ensemble d'images, mais de véritables textes qui sont des « sources historiques de première main sur une multitude d'aspects comme les croyances religieuses ». Sa méthode de déchiffrement, appliquée  par de nombreux épigraphistes mésoaméricanistes dans le monde, se fait à partir de la réalité du manuscrit et non de ses interprétations.